# Rudolf Rocker

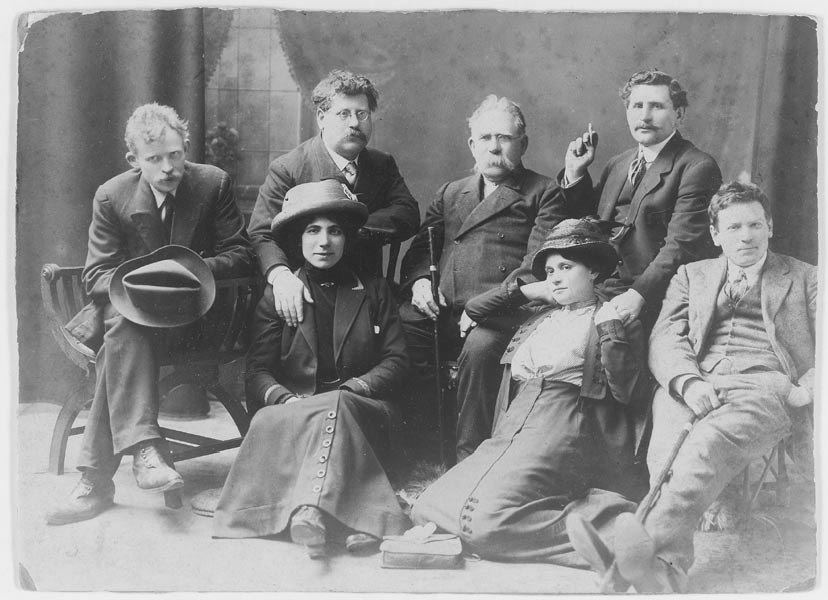
Joodse anarchisten in Londen, 1912: Rocker is de tweede links-achteraan, voor hem zijn vrouw Milly Witkop

Johann Rudolf Rocker (Mainz, 25 maart 1873 - nabij Westchester County, 19 september 1958) was een Duits anarchosyndicalistisch schrijver.

## Leven
Rocker was de zoon van een lithograaf. Na de dood van zijn vader in 1877 en van zijn moeder in 1887, doolde hij een tijd lang rond (onder andere naar Rotterdam) en vervulde allerlei eenvoudige baantjes. In 1890 keerde hij terug naar Mainz en werd lid van de Sozialdemokratische Partei Deutschlands. Een jaar later kwam hij tijdens zijn werk bij een boekbinderij in contact met de ideeën van het anarchisme. In 1893 emigreerde hij naar Parijs en in 1895 ging hij naar Londen, waar hij zich vestigde in de Joodse gemeenschap en in contact kwam met de anarchistische beweging. Daar leerde hij ook de anarchistische theoreticus Peter Kropotkin kennen, die grote invloed op zijn denken zou hebben. Rocker werkte als vertaler en schreef artikelen voor de joods-anarchistische krant Het vrije woord. Later gaf hij zelf de krant Arbeidersvriend en het tijdschrift Germinal uit. In 1907 vertegenwoordigde hij de Joods-anarchistische federatie uit Londen op het Internationaal Anarchistisch Congres in Amsterdam.
Tijdens de Eerste Wereldoorlog werd Rocker in Engeland gevangengezet en in 1919 keerde hij naar Duitsland terug. Daar werd hij al snel de voorman van de anarchosyndicalistische beweging en schreef de Prinzipienerklärung des Syndikalismus, dat het statuut werd van de Freie Arbeiter-Union Deutschlands (FAUD). In 1922 was hij medeoprichter van de Internationale Arbeiders Associatie (IAA), waarvoor hij eveneens de statuten schreef. Later verschenen van zijn hand een reeks brochures over het anarchosyndicalisme die een bepalende invloed hadden op de theorie van de beweging.
Rocker trok ook de aandacht met zijn pamflet Der Bankrott des russischen Staatskommunismus (1921), waarin hij als een der eerste anarchisten openlijk anti-Leninistische kritiek uitte en zich uitsprak tegen de steun van Alexander Berkman en Emma Goldman aan het bolsjewistische regime. Hij betoonde zijn sympathie aan de rebellen van Kronstadt en de anarchistische partizanenleider Nestor Machno, die hij in 1924 in Berlijn ontmoette. Hij schreef een biografie over Johann Most, de theoreticus van het 'anarchisme van de daad'.
Na de machtsovername door de nationaalsocialisten in 1933, week Rocker samen met zijn vrouw, de activiste Milly Witkop, uit naar de Verenigde Staten. Van daaruit bleef hij de anarchosyndicalistische beweging in Europa steunen en artikelen schrijven in zelf uitgegeven tijdschriften. In 1937 verscheen zijn belangrijkste werk, Nationalism and Culture, waarin hij elke vorm van nationalisme fel bestreed. Het boek werd geprezen door beroemdheden als Albert Einstein, Thomas Mann en de socioloog Pitirim Sorokin.
Na de oorlog stond Rocker een meer pragmatische, op samenwerking gebaseerde, doch anticommunistische benadering van het anarchisme voor, hetgeen hem op veel kritiek kwam te staan binnen eigen gelederen. Hij bleef als anarchistisch schrijver actief in de Verenigde Staten, tot aan zijn dood in 1958, op 85-jarige leeftijd.

## Werk (selectie)
- Prinzipienerklärung des Syndikalismus, 1920.
- Der Bankerott des russischen Staatskommunismus, 1921.
- Prinzipienerklärung der Internationalen Arbeiter-Assoziation, 1922.
- Über das Wesen des Föderalismus im Gegensatz zum Zentralismus, 1922.
- Johann Most – Das Leben eines Rebellen, 1924.
- Hinter Stacheldraht und Gitter,  1925.
- Vom anderen Ufer, 1926.
- Die Sechs, 1928.
- The Tragedy of Spain, 1937.
- Nationalism and Culture, 1938.
- Anarcho-Syndicalism: Theory and Practice, 1938.
- Pioneers of American Freedom, 1949.
- Anarchism & Anarcho-Syndicalism, 1949
- The London Years